# ولسوالی غوربند
ولسوالی غوربند یکی از ولسوالی‌های ولایت پروان، به مرکزیت شهر سیاه گرد در شمال خاوری افغانستان است. غوربند در دامنه جنوبی هندوکش واقع شده و در مرز غربی آن دره باستانی کوه دامن قرار گرفته است. مساحت این ولسوالی ۸۹۹ کیلومترمربع و جمعیت آن در سال ۱۳۹۹ حدود ۱۰۹٫۳۴۲ نفر می‌باشد. این ولسوالی از جنوب با ولایت کابل، از غرب با ولسوالی شینواری، از شرق با ولسوالی سرخ پارسا و شیخ‌علی و از شمال با ولایت بغلان هم‌مرز است.
غوربند تاریخ دیرینه دارد. جهان‌گشایان بزرگ چون اسکندر مقدونی، چنگیز خان و دیگران درین دیار به شکست مواجه شدند. در جریان اشغال افغانستان توسط روس‌ها مردم این دره تلفات زیادی را متقبل گردیدند. روس‌ها چندین‌بار در این دره هجوم آوردند اما به مقاومت شدید مردم این مرز و بوم مواجه شدند. سرانجام در سال ۱۳۶۰ خورشیدی روس‌ها که توان مقابله را از دست داده بودند، مجبور به ترک این دیار شدند.

## نام
غور (در زبان فارسی به معنی کوه) که نام ولایتی در شمال غربی غوربند است و غوربند به معنای «مانع کوهستانی در راه غور» است.

## جغرافیا

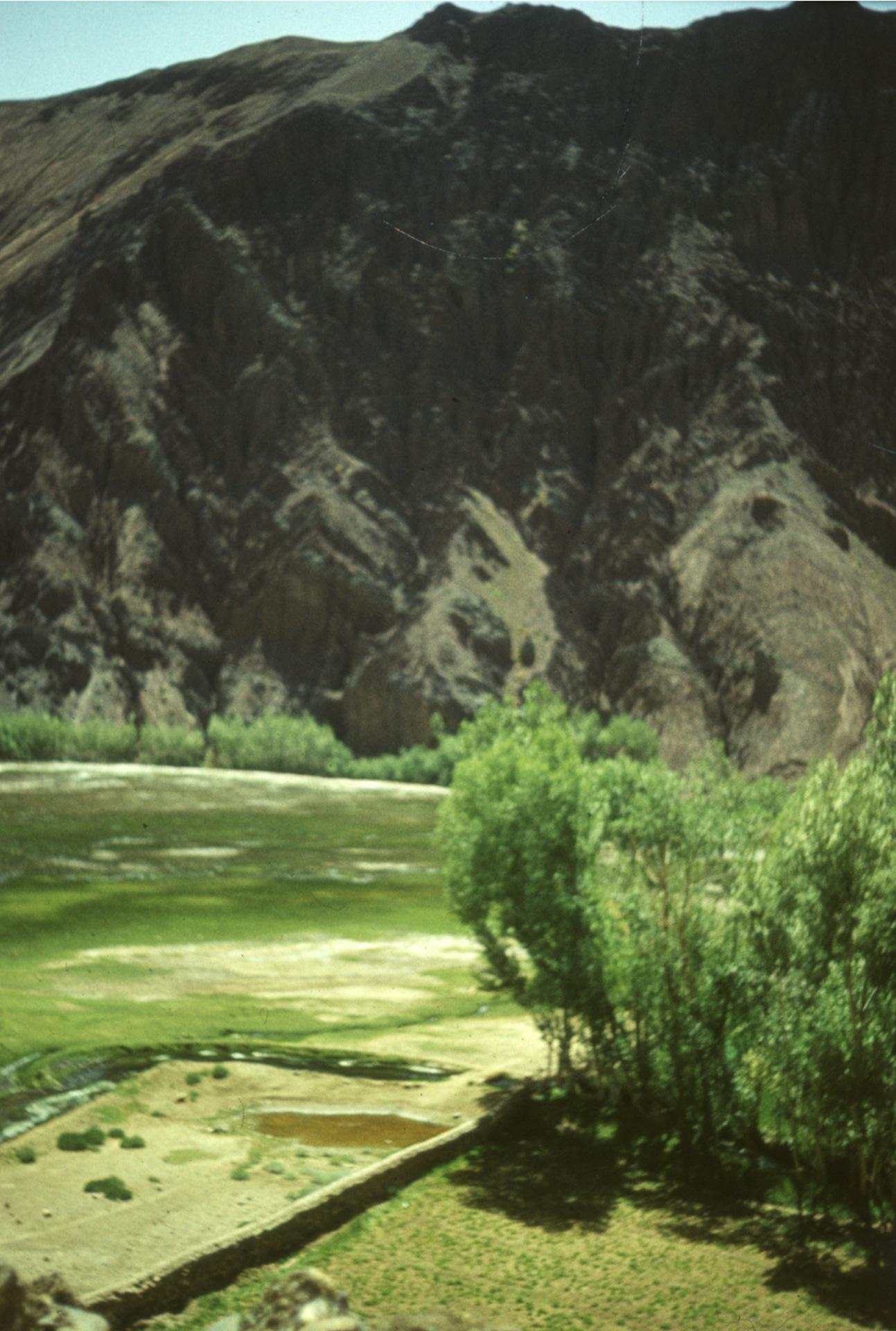
دریای غوربند. ۱۹۷۶

این ولسوالی تقریباً نصف ولایت پروان را از نظر مساحت و نفوس تشکیل می‌دهد. پیش از افتتاح تونل سالنگ این دره شمال را به جنوب وصل می‌نمود و تمام کاروان‌های تجارتی از این دره می‌گذشتند؛ اما پس از افتتاح تونل سالنگ از شهرت این راه کاسته شد. این دره زیبا و سرسبز است که توجهٔ گردشگران و سیاحان را به خود جلب نموده است، و پیش از کودتای ماه ثور، روزانه صدها سیاح خارجی و داخلی برای تماشای مناظر دلربای طبیعی به این دره سفر می‌کردند.
در سال ۱۳۹۵خ امین‌الله هاشمی باشندهٔ غوربند یک اپلیکیشن به نام غوربند برای گوشی‌های هوشمند ساخت که تمامی اطلاعات مربوط غوربند همراه تصاویر در آن قرار داده شده است.

## مردم
مردم این ناحیه را اقوام هزاره، تاجیک و پشتون تشکیل می‌دهند.

## پیشینه

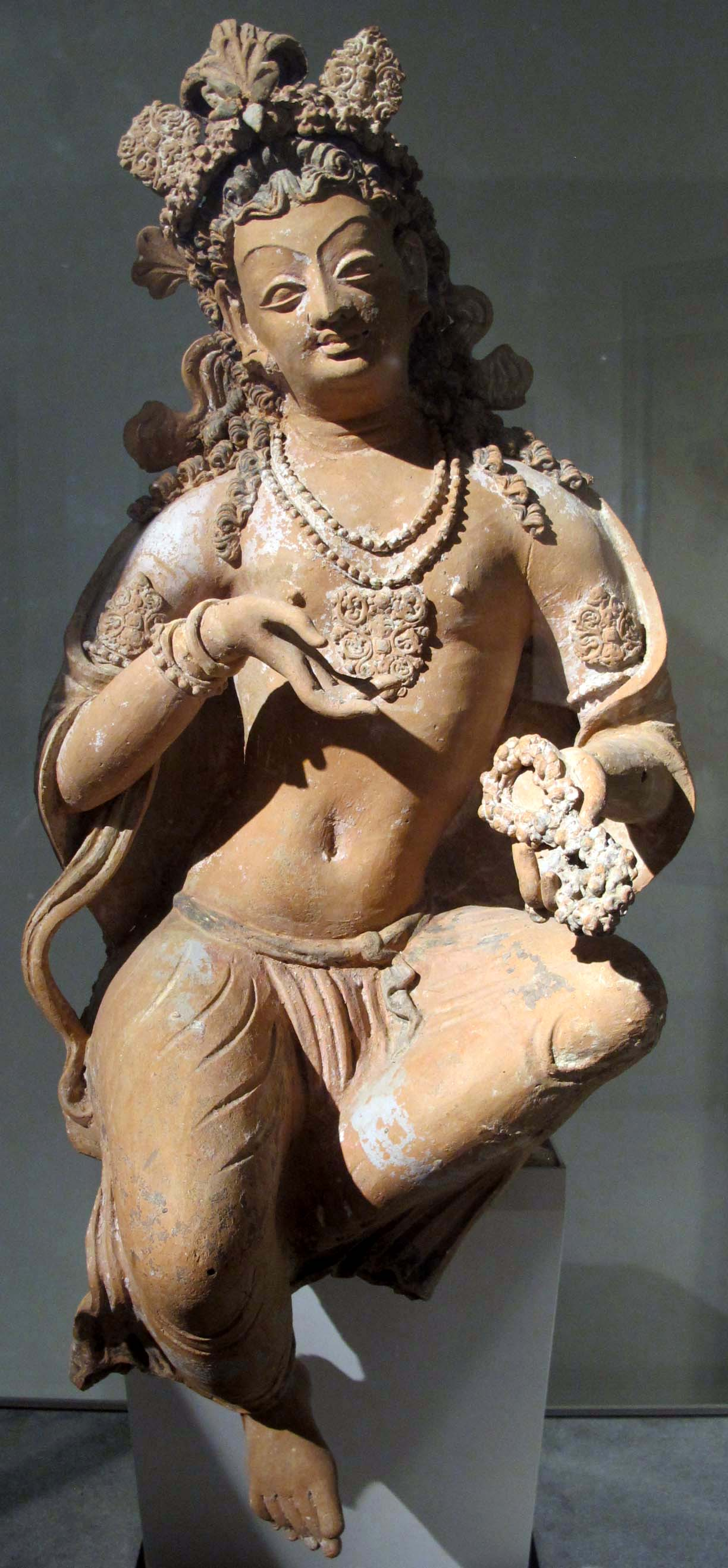
بودا دواتا نشسته در حالت آرامش. قرن ۷–۸ آسیای میانه، فندقستان، دره غوربند. خاک خشک شده پلی کروم، بلندی ۷۲ سانتیمتر. موزه هنرهای آسیایی موزه گیمه، پاریس

از نظر تاریخی دره دریای غوربند تا زمان اسکندر بزرگ با بلخ در ارتباط بود. دره کوه‌دامن یک مکان باستانی مهم است و شواهد نشان داده است که مردم ساکن این دره در اوایل سال تکنیک‌های پیشرفته استخراج معادن را توسعه داده‌اند.
دره غوربند سکونت‌گاه اصلی سلسله خشگی و مردمان هزاره بوده است.
علما و سیاستمداران برجسته از این منطقه برخاسته اند. به عنوان مثال، آقای میرعلی گوهر قربندی نماینده صریح مجلس در زمان پادشاه ظاهر شاه از این منطقه بود. آقای میرعلی گوهر به همراه گروهی از علمای مشهور افغانستان از جمله علما و شاعران بلخی اقدام به کودتایی ناموفق علیه حکومت ظاهر شاه کردند که در آن آقای میرعلی گوهر به همراه بقیه اعضای گروه دستگیر شدند. میرعلی گوهر پس از نزدیک به ۱۵ سال زندانی سیاسی، متعاقباً توسط مردم غوربند به عنوان نماینده مردم غوربند در مجلس انتخاب شد. وی به‌عنوان یک نماینده صریح و روشن، تعدادی زیادی تغییرات مثبت در منطقه خود ایجاد کرد. او به‌طور قابل توجهی در این راه خانه خود را اهدا کرد تا به عنوان دبیرستان دخترانه مورد استفاده قرار گیرد. اولین مورد تحولات از این نوع که این منطقه تا حال به‌خود دیده بود. به دلیل نفوذ سیاسی وی، معرفی پروژه‌های برق و آب لوله‌کشی در این منطقه اجرا شد. تا به امروز، میراث وی نه تنها در میان مردم ولسوالی‌های پروان، بلکه در طیف گسترده‌ای از مردم در مناطق مختلف افغانستان به ویژه مناطق مرکزی و شمالی باقی است. مردم غوربند نیز در حمله اتحاد جماهیر شوروی با جهاد جنگیدند. پروفسور محمد صابر خیشکی استاد ارشد دانشگاه کابل و شخصیتی شناخته شده در غوربند متولد شد که در شرایط بسیار سخت جنگ و درگیری با توجه به این واقعیت که «تشویق آموزش عالی برای جوانان ما در آینده حیاتی است» به افغانها خدمت می‌کرد. این جوانان سپس در ساختن غوربند به عنوان یکی از ولایت‌های پیشگام افغانستان سنگ تمام گذاشته‌اند.
در نوامبر ۲۰۰۷، تیمی از مجریان برنامه توسعه ملی مبتنی بر وزارت بازسازی و انکشاف دهات (MRRD) و برنامه توسعه سازمان ملل (UNDP) منطقه را ارزیابی کردند و برنامه‌های توسعه را تهیه کردند.
طالبان در این ولسوالی فعال بوده‌اند و در نوامبر ۲۰۱۰ گزارش شد که دو مأمور اطلاعات مخفی ایرانی وارد شهر سیاه گرد این ولسوالی شدند و توسط ایالات متحده متهم شدند که به شورشیان برای حمله به نیروهای ائتلاف کمک کرده است.
پس از پایان آتش‌بس سه روزه عید اعلام شده توسط طالبان، که از ۲۴ تا ۲۶ مه ۲۰۲۰ ادامه داشت، طالبان اواخر شب ۲۷ مه به یک ایست بازرسی در منطقه غوربند حمله کردند. این اولین حمله مرگبار طالبان پس از آتش‌بس در این کشور بود. آنها ایست بازرسی را به آتش کشیدند، که منجر به کشته شدن پنج نظامی افغان شد و دو نفر دیگر را به ضرب گلوله کشته است. در این حمله یک سرباز دیگر زخمی شد و دو نفر دیگر به اسارت درآمدند، در حالی که یک مهاجم طالبان نیز کشته شد.

## اقتصاد

### کشاورزی

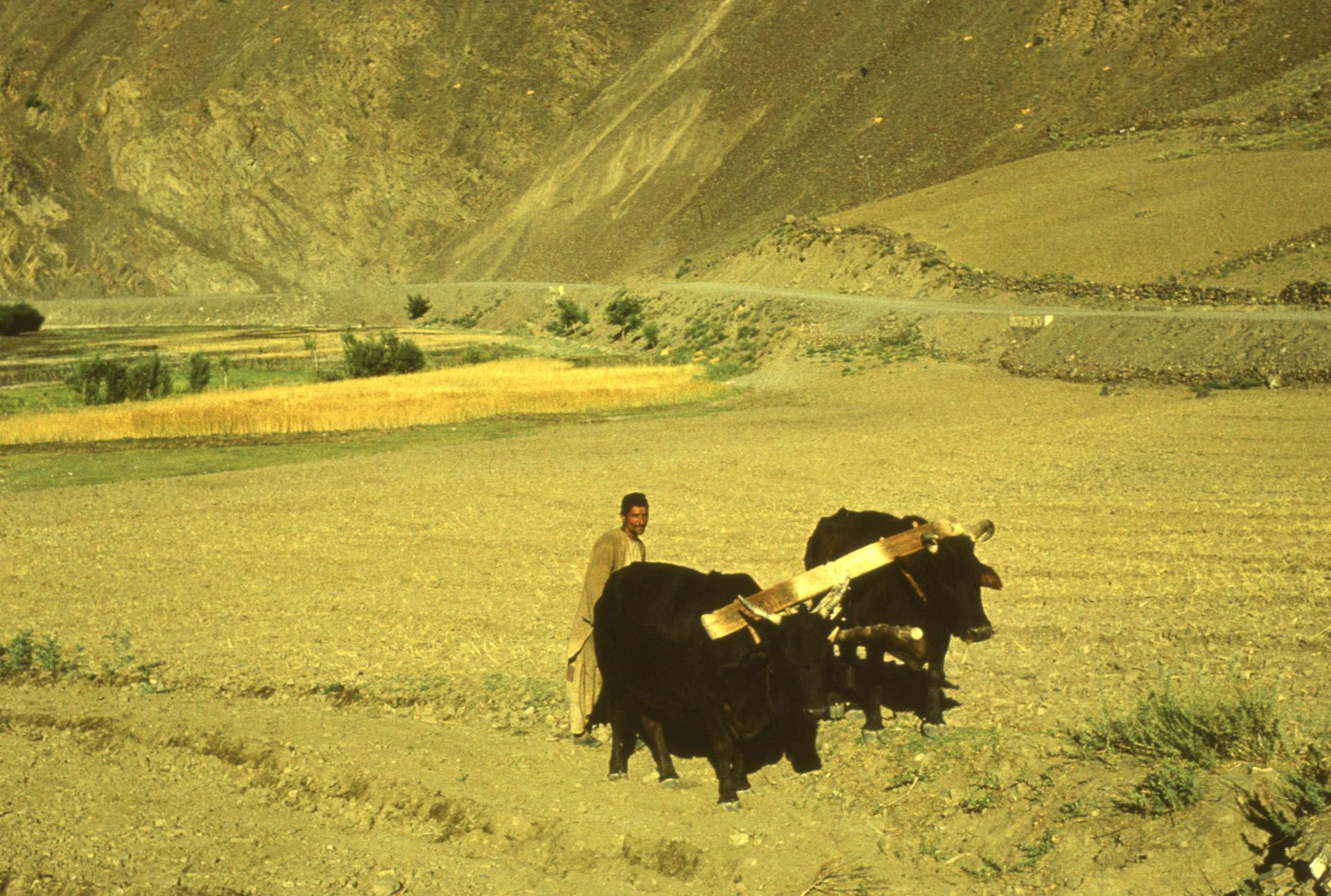
شیوه کشاورزی در ولسوالی غوربند. دهه ۷۰ میلادی

محصولات اصلی این ولسوالی بادام، سیب، زردآلو، چهارمغز، توت، انگور، شفتالو، ناک و سایر میوه‌های مشابه است. سنگ آهن در این منطقه استخراج و به چاریکار  منتقل می‌شود تا قبل از رسیدن به کابل ذوب شود. نقشه برداران انگلیسی در قرن نوزدهم گزارش دادند که این منطقه دارای ذخایر قابل توجهی آهن، روی، گوگرد و ذغال است. یک جاده غربی این ولسوالی را به ولایت بامیان، جاده شرقی، غوربند را به شهر چاریکار و از آنجا بزرگراه ۷۶ آسیا آن را به شمال متصل می‌کند.

## نگارخانه

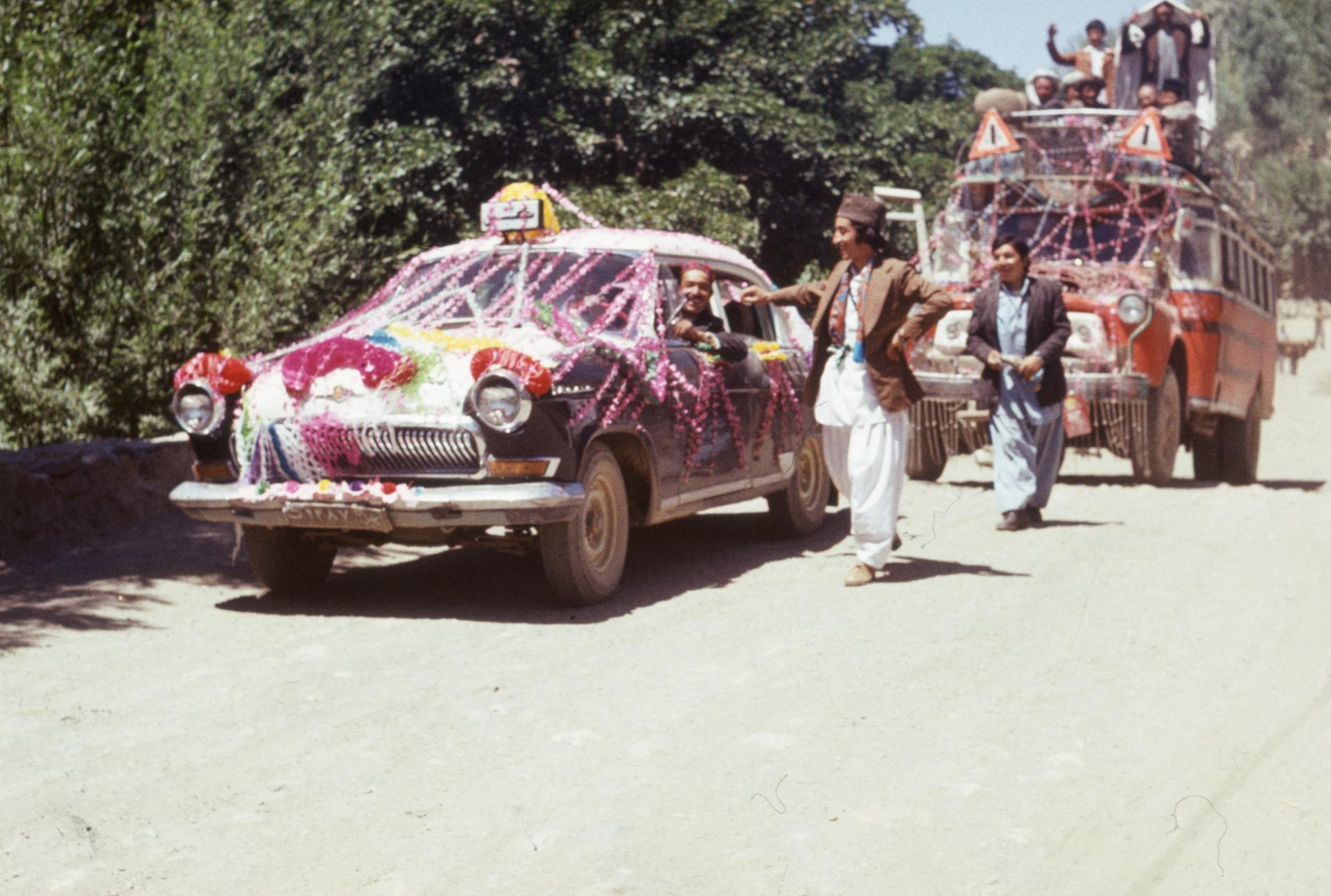
مراسم ازدواج در غوربند در دهه ۷۰ میلادی
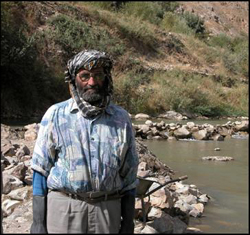
یک مرد در غوربند
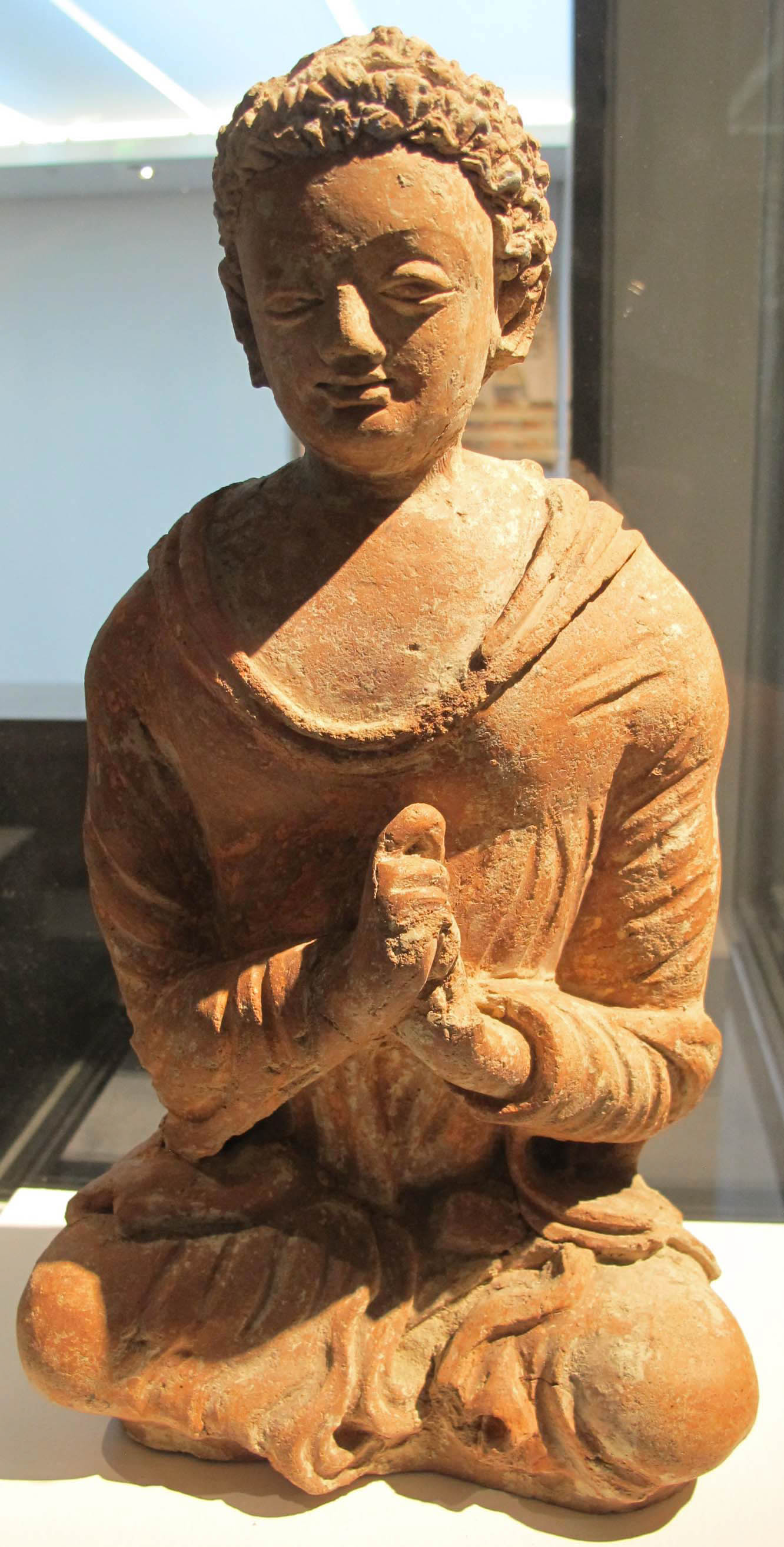
تندیس بودا، فندقستان در غوربند
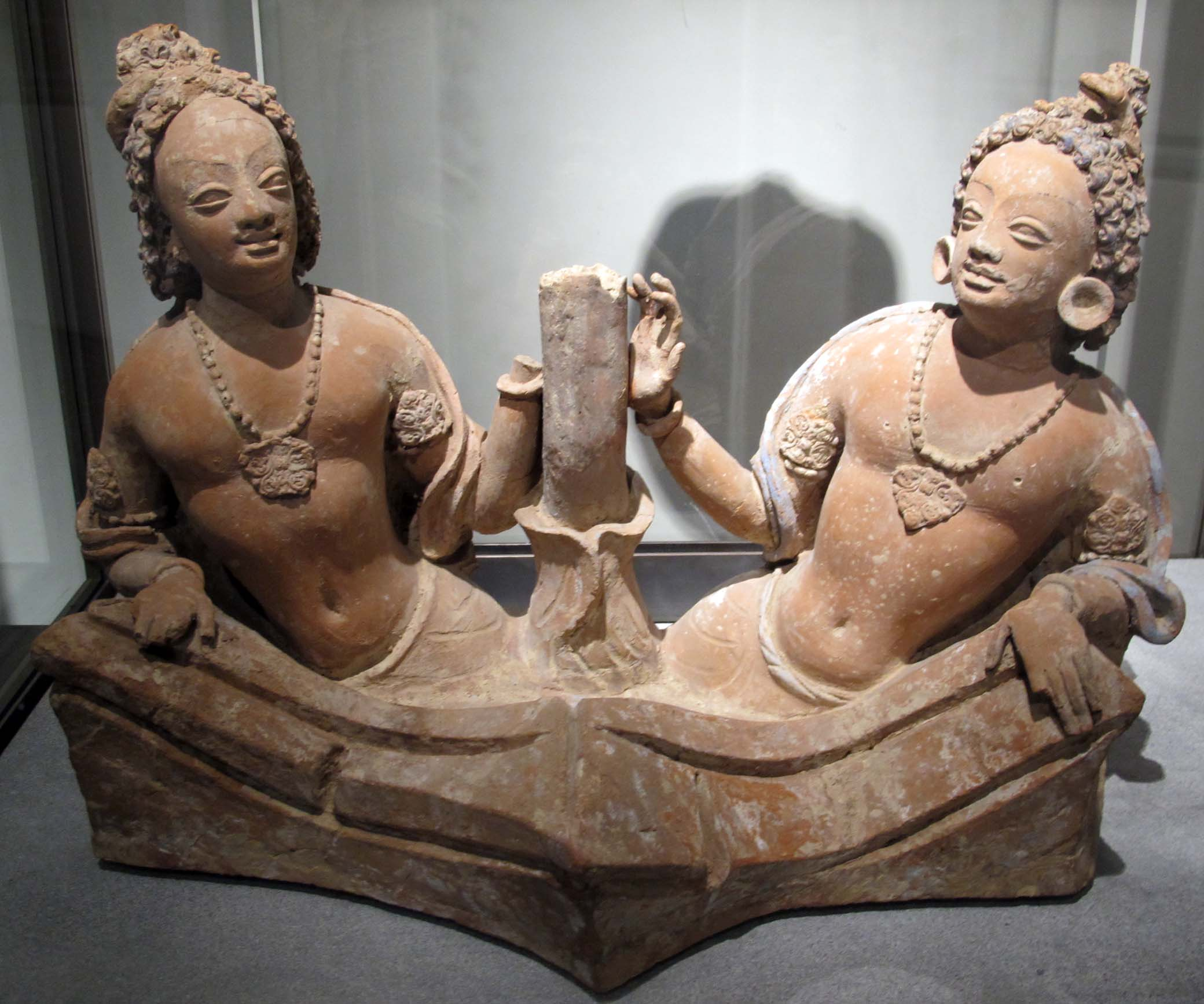
الهه‌های بودایی، فندقستان در غوربند
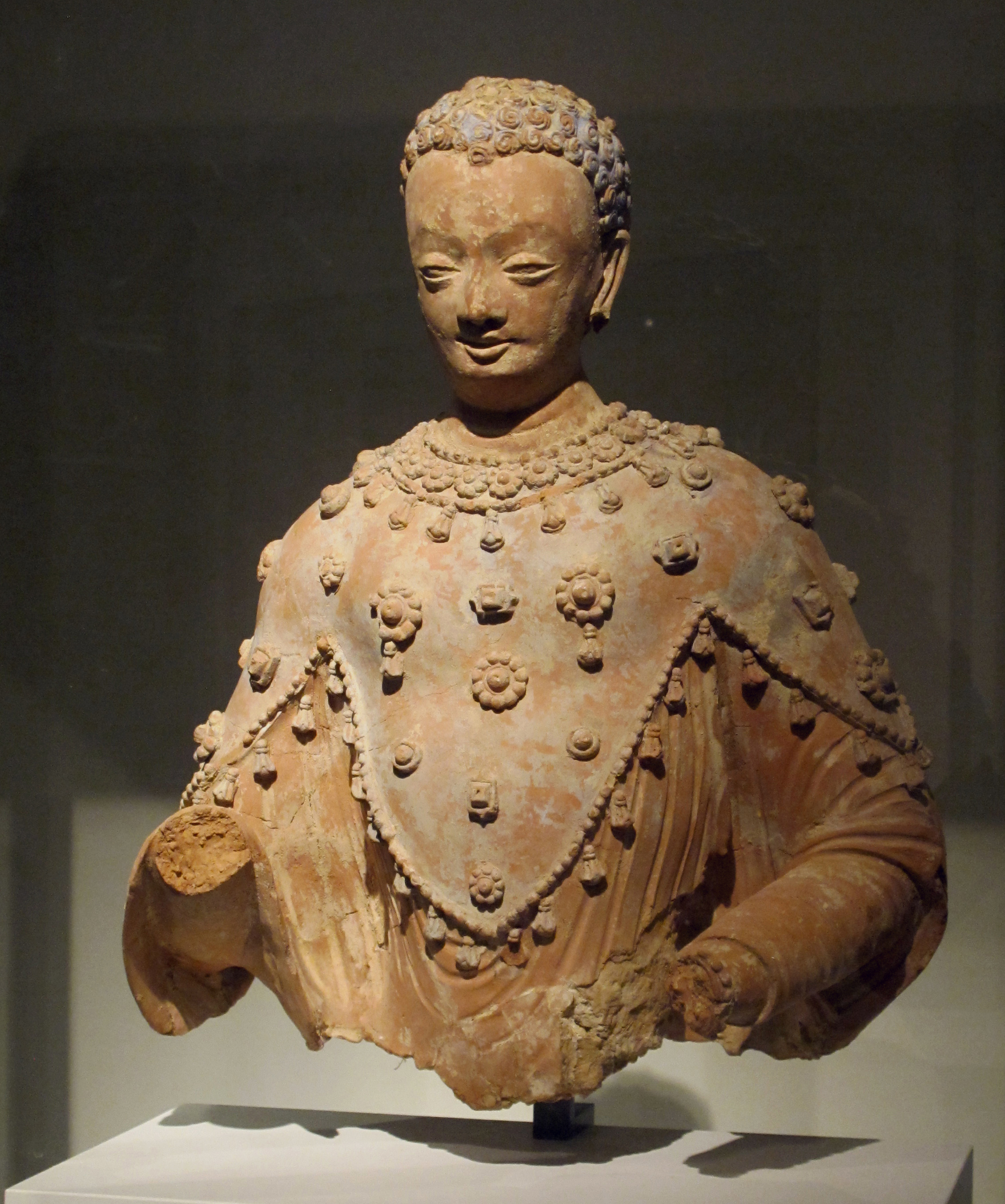
یک جنگجو، قرون ۷-۸ میلادی، فندقستان در غوربند
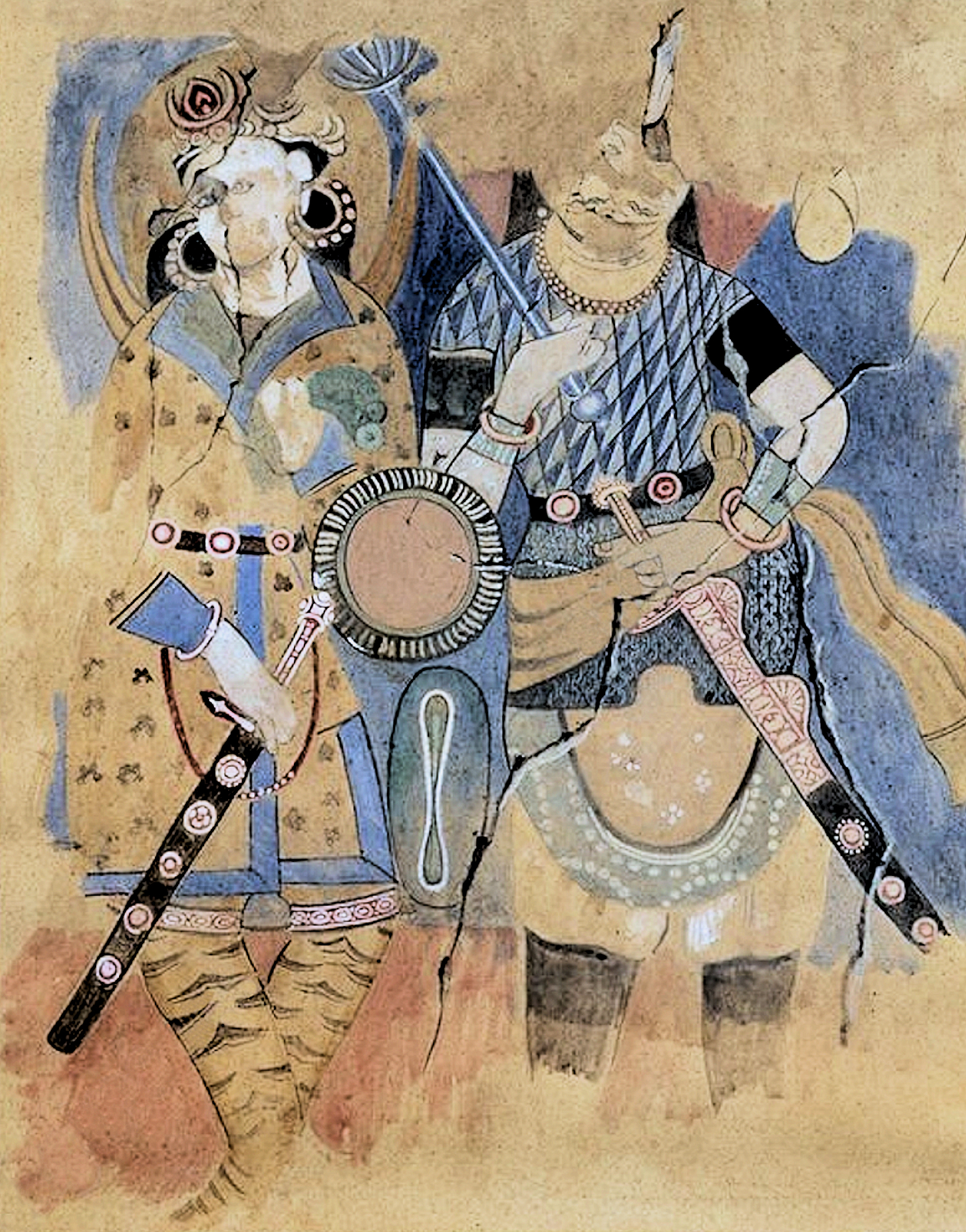